# Alles auf Zucker!
Alles auf Zucker! är en tysk komedifilm från 2004 i regi av Dani Levy.

## Utmärkelser
Filmen vann Tyska filmpriset för bästa film 2005.

## Roller i urval
- Henry Hübchen - "Jaeckie" Zuckermann
- Hannelore Elsner - Marlene Zuckermann
- Udo Samel - Samuel Zuckermann
- Golda Tencer - Golda Zuckermann
- Anja Franke - Jana
- Sebastian Blomberg - Joshua
- Rolf Hoppe - rabbi Ginsberg
- Inga Busch - Irene
- Renate Krößner - Linda
- Axel Werner - Eddy Dürr
- Klaus Wowereit - sig själv